# 紀元前114年
紀元前114年（きげんぜん114ねん）は、ローマ暦の年である。

## 他の紀年法
- 干支 : 丁卯
- 日本
  - 開化天皇44年
  - 皇紀547年
- 中国
  - 前漢 : 元鼎3年
- 朝鮮
  - 檀紀2220年
- 仏滅紀元 : 431年
- ユダヤ暦 : 3647年 - 3648年

## できごと

### ローマ
- 最初のウェヌスの神殿が建設された。

### 小アジア
- ミトリダテス6世がボスポロス王国の王になった。

## 死去
- 張騫：中国の探検家、外交官（紀元前195年生）